# 포쿠스

로베르트 슈나이더, 2016년부터 '포쿠스' 편집장

포쿠스(Focus, FOCUS)는 뮌헨 부르다 출판사에서 출간되는 독일의 대표적 주간 시사잡지이다. 후베르트 부르다와 헬무트 마르크보르트가 함께 창간했으며, 부르다는 발행인을, 마르크보르트는 편집장을 맡고 있다. 본사는 뮌헨에 있다. 보도는 보수적 방향으로 이루어지며, 경제 자유주의적 성향을 보이고 있다. 포쿠스는 슈피겔지와 슈테른지에 이어 독일의 주간시사지 중 3번째로 큰 규모를 자랑하고 있다.

## 역사
포쿠스는 1993년 1월 18일에 창간되었으며, 초판은 약 478,000 부수가 판매되었다. 당시 정치인 한스디트리히 겐셔의 정치무대 복귀에 대한 보도가 표지를 장식하였다. 리하르트 폰 바이츠제커에 이어 겐셔가 대통령직을 맡을 것이라고 보도되었지만 추후 오보로 판정되었다.
창간자 부르다와 마르크보르트는 당시 독보적이었던 슈피겔지에 대한 대항마로 포쿠스를 구상하였다. 1946년부터 20여 개의“슈피겔 대항마“가 실패하였기 때문에 포쿠스 창간 초기에 많은 언론학자들은 회의적이었다. 특히 슈피겔지의 루돌프 아우크슈타인은 포쿠스지의 폐간을 예고하였으며, 부르다를 조롱하기도 하였다. 그러나 예상과 달리 포쿠스는 경제적 성과를 이루고 몇 해 안에 안정적으로 자리를 잡게 되었다. 특히 “사실, 사실, 사실“과 “언제나 독자를 생각하다“ 등의 슬로건을 사용한 광고가 전국적으로 알려졌다.
마르크보르트는 2010년 가을에 편집장직을 사퇴하였으며, 2010년 9월 1일 정치잡지 키케로를 창간한 볼프람 바이머가 후임으로 임명되었다. 그에 따라 2004년부터 편집장직을 맡았던 울리 바우어와 바이머가 공동 편집장 자리를 담당했다. 마르크보르트는 여전히 발행인으로서 활동한다. 2011년 7월 26일 바이머는 바우어와 마르크보르트와의 갈등을 이유로 편집장직을 사퇴하였다. 쥐트도이체 차이퉁의 보도에 따르면 바이머는 보다 진지하고 정치적인 보도 방향을 지향했지만, 실용성을 중시한 마르크보르트와 바우어가 반대하였다.
2010년 10월 1일부터 포쿠스와 계열사 포쿠스 머니, 포쿠스 슐레, 피트포어펀, 플레이보이, TV영화+ 등이 부르다 뉴스 그룹에 소속되었다.

## 보도 전략과 성향
포쿠스 측에서 직접 발표한 전략계획에 따르면 짧은 텍스트, 많은 그래픽과 그림을 포함한 보도가 중요시 된다.
전략 독자층은 마르크보르트가 지칭한 젊은 고학력층, "정보 엘리트"이다.
포쿠스 보도의 중심에는 또한 항상 실용성이 있다. 보도 분야는 정치, 경제, 문화, 과학연구, 오락, 미디어, 스포츠 등이다. 매주 월요일에 발행되는 호마다 하나의 주제가 자세하고 방대하게 다루어진다. 기사에 사용되는 언어는 간단 명로하다.
포쿠스의 보도 성향은 경제 자유주의적이자 보수적이다. 2005년 독일 선거 당시 포쿠스는 자민당과 자유민주당을 지지하는 뚜렷한 성향을 보였다.

## 계열사

### 인쇄매체
2000년 봄부터 경제전문잡지 포쿠스 머니(Focus Money)도 발행된다. 간행 주기는 주간이다. 2012년 2분기에 135 539 부가 판매되었으며, 이에 따라 포쿠스 머니는 독일 경제전문잡지 중 2번째로 판매량이 많다.

런칭 직후 포쿠스 머니의 첫 편집장은 부임 며칠 후 사퇴하였다. 편집장으로서 내부자 거래에 연루되어 전국적으로 논란이 되었었기 때문이다.

또한 2006년까지 포쿠스 머니에서 근무했던 기자 한 명이 주가 조작 혐의로 구금되기도 하였었다.

교육전문잡지 포쿠스 슐레(Focus Schule)도 발행된다. 간행주기는 2달이다. 의무교육 대상 학생
학부모가 전략 독자층에 해당한다.

### 방송
포쿠스TV 프로덕션스 GmbH(이하 포쿠스TV)는 독일의 텔레비전 방송 제작사이며, 1995년 설립되었다. 모회사와 동일하게 본사가 뮌헨에 위치하고 있다. 필립 벨테와 마티아스 페퍼가 책임을 맡고 있고, 2009년 기준 60여명의 정직원이 고용된 상태다. 포쿠스TV는 다양한 텔레비전 영상물을 제작하며, 르포르타주와 다큐멘터리, 토크쇼, 드라마, 시사방송 등을 지상파와 케일블파 방송에 제공한다. 대표적 제작물로는 다음 프로그램이 있다:
| 방송 제목           | 원어 제목               | 방송사           | 기타              |
| ------------------- | ----------------------- | ---------------- | ----------------- |
| PS전문가들          | Die PS PROFIS           | SPORT1           | 격주 방송         |
| 1대1                | Eins gegen Eins         | SAT.1            | 1주일마다 방송    |
| 신기한 인생         | Faszination Leben       | RTL 텔레비전     | 1주일마다 방송    |
| 포쿠스TV 르포르타주 | FOCUS TV Reportage      | SAT.1            | 매해 약 26화 방송 |
| 포쿠스TV 특집       | FOCUS TV spezial        | SAT.1/ ProSieben |                   |
| 포쿠스 트렌드       | future TREND            | RTL 텔레비전     |                   |
| GRIP-엔진메거진     | GRIP - Das Motormagazin | RTL II           | 1주일마다 방송    |

포쿠스는 2005년 6월 1일부터 포쿠스 건강(Focus Gesundheit)이라는 유로 텔레비전 방송을 운영하기 시작했다. 위성방송과 케이블방송을 통해 독일과 오스트리아, 스위스에 시청 가능했다. 헬무트 마르크보르트와 마티아스 페퍼의 책임 하에 운영되었으며, 다큐멘터리와 르포르타주가 프로그램의 중심을 이루었다. 또한 국내외에서 제작한 영화와 직접 제작한 영화도 방송되었다. 건강과 영양, 여행, 의약, 심리학 등의 분야가 주로 주제로 활용되었다. 이후 포쿠스 건강은 2010년 9월 15일 방송 중지됐다.

### 인터넷
1996년 MSN독일과의 협력 아래 포쿠스 온라인 뉴스 포털이 처음 런칭되었다. 또한 2007년부터 포쿠스 캠퍼스라는 명칭의 인터넷 포털이 대학생과 대학원생을 위해 제공된다. 포쿠스 캠퍼스 인터넷 포털의 개설 이전에는 동일명의 매거진이 PDF파일로 제공되었으나, 이 서비스는 2008년도에 중지되었다. 현재 포쿠스의 웹사이트에는 올리버 에베르트와 다니엘 슈타일의 책임 아래 정치, 경제, 건강, 문화, 사회, 자동차, 스포츠 등에 다한 방대한 보도가 이루어진다. 다음은 대표적 분야별 핵심인물이다.
- 정치: 니나 바우만, 플로리안 페스트, 주잔네 클라이버, 페터 자이퍼트
- 금융과 부동산: 마르쿠스 보스, 미하엘 베커, 클레멘스 쉐만-핑크
- 건강, 디지털미디어, 여행: 카트린 회르너, 클라우디아 프리켈, 하랄트 쿠크, 코린나 슈나이더, 크리스티나 슈타인라인
- 문화, 사회:  안드레아스 라욱스
- 자동차, 스포츠: 게르트 슈테크마이, 베른하르트 잔터
- 커뮤니티: 카트린 크라우스
- 마케팅: 위르겐 슐로트

## 통계
2012년 2분기에 총 판매된 부수는 550,737부였다. 그 중 약 260 000 부는 구독자에게 배송되었고, 약 130 000부는 항공사를 통해 여행객들에게 유통되었다. 소매시장 판매량은 각 호의 커버스토리에 따라 크게 변동한다. 독일 광고매체 유통 관측 정보협회(IVW)에 따르면 2011년 2분기 소매시장 판매량은 평균 121 000 부였다. 슈피겔지와 슈테른지에 이어 포쿠스는 독일의 주간시사지 중 3번째로 규모가 크다.
포쿠스는 2004년 2분기에 슈피겔지보다 490,000명의 독자를 많이 보유하여, 독일시사잡지 1위를 기록하였다. 해당 통계에 따르면 2004년에는 10명 중 1명의 독일인이 슈피겔지 독자였다.

## 논란

### 포쿠스 머니 교육 프로그램
포쿠스 머니는 ‘새로운 사회적 시장경제 이니셔티브‘의 협력 하에 `경제를 설명하다‘라는 교육프로그램을 진행하고 있다. 프로그램의 일환으로 매달 교사와 학생들에게 학습자료가 제공된다. 독일 NDR방송의 미디어전문프로그램 차프(Zapp)는 2011년 10월 `경제를 설명하다‘ 프로그램을 학교교육에 대한 기업과 이익단체의 일방적이고 불투명한 영향력 행사로 소개하였는다. 같은 맥락에서 BSH기업(보쉬∙지멘스 가전제품)과의 합작 교육프로그램도 논란이 되었다.

### 저널리스트 스캔들
독일 연방정보부 저널리스트 스캔들은 여러 명의 기자들이 독일 연방정보부원에게 타 기자들에 대한 정보를 수집하고 제공한 사건이다. 해당 기자들은 대가로 금품과 현물을 받았으며, 수사과정에서 2006년 포쿠스지 편집부원들이 연루되었다는 사실이 드러났다. 스캔들의 중심이 되었던 인물은 제레즈와 보쉬, 달리라는 가명으로 활동한 포쿠스 기자들이었다. 독일 연방정보부장 푀어츠는 포쿠스 직원 요제플 후펠슐테에 대해 219장에 해당하는 기록을 제공받아 보유하기도 하였다.
스캔들은 2009년 2월 12일 푀어츠의 진술을 포함한 긴 수사과정 끝에 밝혀졌다.

### 그리스 논란
2010년 2월에 그리스 국가 위기가 보도되었을 당시 포쿠스지는 해당 주제를 자세하게 다루었다. 포쿠스의 2월 22일 호에는 표지에 밀로의 아프로디테가 손가락 욕을 하는 합성사진이, 제목에는 ‘유로존 안 사기꾼‘이라는 표현이 사용되었다. 표지와 보도내용에 모욕감을 느낀 그리스인 7명이 포쿠스지를 상대로 고소하였다. 그리스 신문에도 이 사건이 보도되었으며, 독일에는 표현의 자유에 대한 논란이 일었다.

## 기타
포쿠스는 1994 심장판막 의료 스캔들을 밝혀내기도 하였다.
독일 VW자동차 임원들의 부정행위를 밝혀내는 데에도 결정적 역할을 하였다.